# АНТ-14
АНТ-14 „Правда“ е съветски пътнически самолет. Извършва първия си полет през 1931 г.

## История
Първоначално АНТ-14 е замислен за полети по свръхдалечното трасе Москва – Владивосток. През март 1930 г. Гражданският въздушен флот (ГВФ) и ЦАГИ подписват договор за спешно разработване (в срок от 3 месеца) на техническите изисквания и идейния проект на АНТ-14. За създаването на самолета са определени опитни инженери: Александър Архангелски разработва фюзелажа, Владимир Петляков – крилото, Н. Некрасов – опашното оперение, а И. Погоски – двигателното оборудване.
Самолетът не влиза в серийно производство, тъй като маршрутът Москва – Владивосток, за който апаратът е предназначен, по това време няма достатъчен пътникопоток, но АНТ-14 оставя значима следа в авиационната история.

## Летателно-технически характеристики
- Размах на крилото: 40,40 m
- Дължина: 26,49 m
- Височина: 5,02 m
- Площ на крилете: 240 m²
- Тегло: 
  - на празен самолет: 10 828 kg
  - максимално при излитане: 17 530 kg
- Двигатели: 5 х Gnome Jupiter VI
- Мощност: 5 х 480 к. с.
- Максимална скорост: 
  - във въздуха: 236 km/h
  - на земята: 195 km/h
- Крайцерска скорост: 204 km/h
- Далечина на полета: 400 km
- Таван на полета: 4220 m
- Екипаж: 2 (5)
- Полезен товар: 32 пътници или 4500 kg товар.